# Le Seure
Le Seure település Franciaországban, Charente-Maritime megyében. Lakosainak száma 275 fő (2022. január 1.). Le Seure Mesnac, Migron, Mons és Val-de-Cognac községekkel határos.

## Népesség
A település népességének változása:
| Lakosok száma | 239  | 203  | 207  | 240  | 249  | 251  | 255  | 252  | 260  | 275  |
|               | 1968 | 1982 | 1990 | 2006 | 2013 | 2015 | 2017 | 2019 | 2020 | 2022 |